# Dustin Tokarski
Dustin Michael Tokarski, född 16 september 1989, är en kanadensisk professionell ishockeymålvakt som är kontrakterad till NHL-organisationen New York Rangers och spelar för deras primära samarbetspartner Hartford Wolf Pack i AHL.
Anaheim Ducks i NHL. Han har tidigare spelat på NHL-nivå för Anaheim Ducks, Montreal Canadiens och Tampa Bay Lightning och på lägre nivåer för Lehigh Valley Phantoms, San Diego Gulls, St. John's Icecaps, Hamilton Bulldogs, Syracuse Crunch och Norfolk Admirals i AHL och Spokane Chiefs i WHL.
Tokarski draftades i femte rundan i 2008 års draft av Tampa Bay Lightning som 122:a spelare totalt.
Den 20 augusti 2018 skrev han på ett ettårskontrakt värt 650 000 dollar med New York Rangers.